# HMS Bulldog (H91)
Pour les autres navires du même nom, voir HMS Bulldog.
Le HMS Bulldog est un destroyer de classe B de la Royal Navy qui servit durant la Seconde Guerre mondiale dans le 3e groupe d'escorte.

## Histoire
Il escortait le convoi 0B318 depuis Liverpool en Atlantique Nord quand il fut attaqué par le sous-marin allemand U-110 le 9 mai 1941. Le destroyer réussit à contrer l'attaque et à sévèrement endommager le U-110, l'obligeant à faire surface.
Il réussit alors à s'emparer de la machine Enigma du sous-marin et de ses codes, première capture complète de ce genre, permettant aux Alliés de déchiffrer les messages de la flotte sous-marine allemande. Le capitaine du navire était alors Joe Baker-Cresswell.
Le 9 mai 1945, il fut le premier navire britannique à entrer dans le port de Saint-Pierre-Port à Guernesey depuis l'occupation allemande des îles Anglo-Normandes en juin 1940 et il reçut à bord la reddition des forces allemandes de l'archipel.